# Lake Delton (Wisconsin)
Lake Delton est un village du comté de Sauk, dans l'État du Wisconsin, aux États-Unis. En 2020, il comptait une population de 3 501 habitants.